# Otto Gutfreund

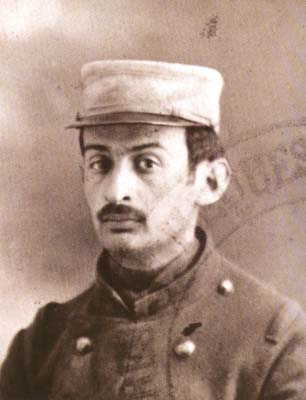
Otto Gutfreund in uniform (1914)

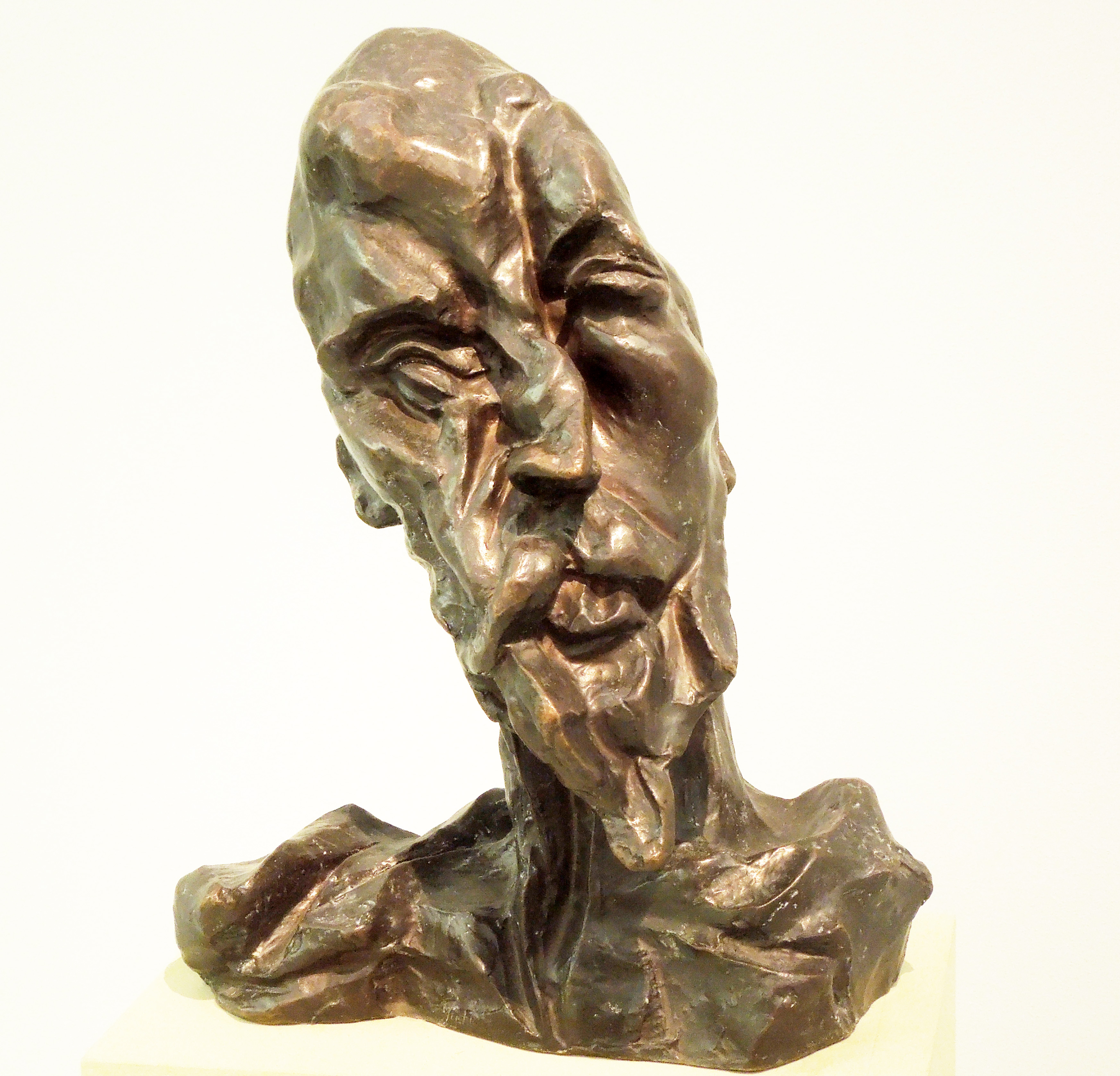
Otto Gutfreund, Don Quixote, 1911–12

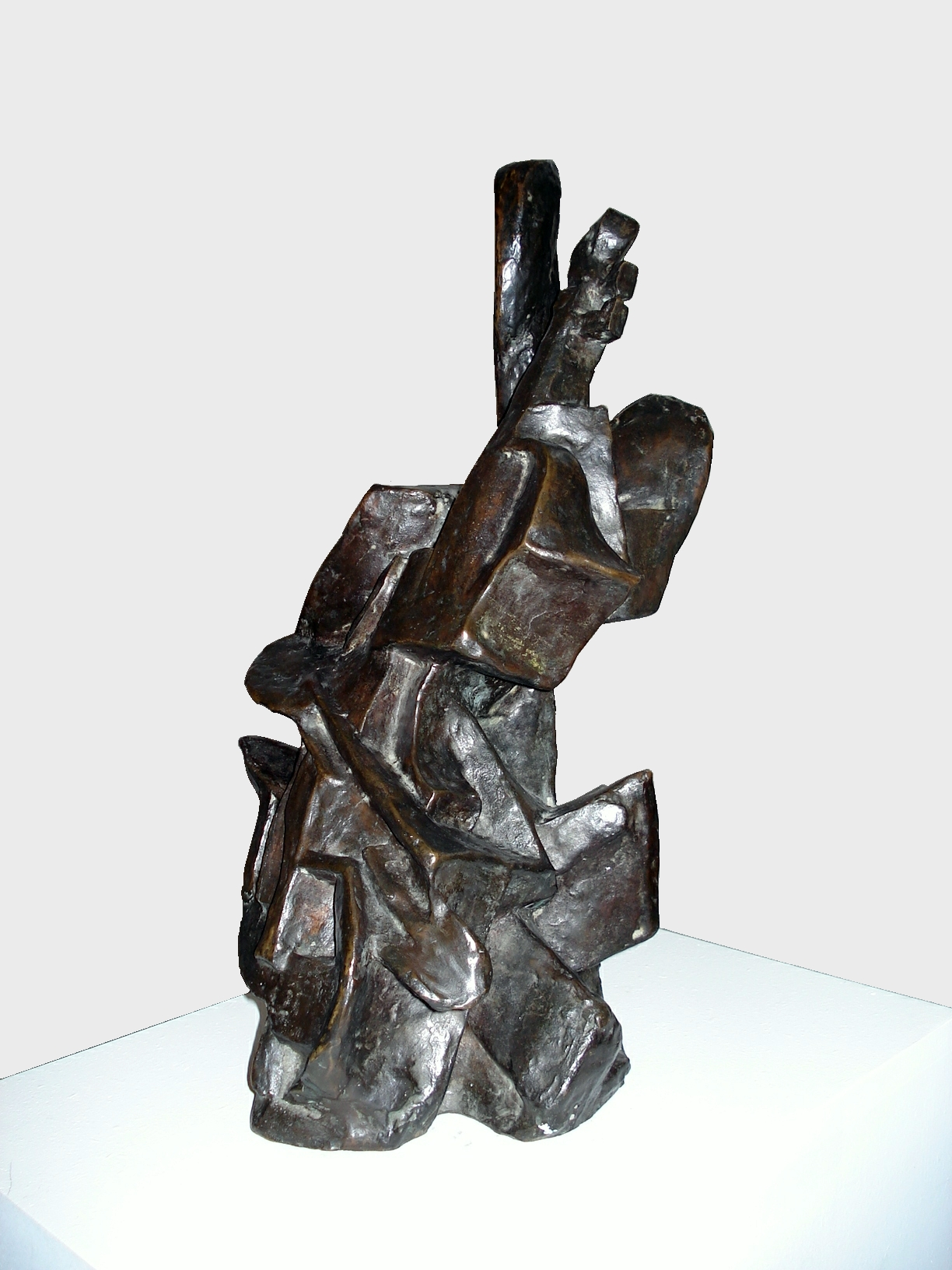
Otto Gutfreund, Cellist, 1912–13

Otto Gutfreund (Dvůr Králové nad Labem, 3 augustus 1889 – Praag, 2 juni 1927) was een Tsjechische beeldhouwer en schilder. Hij was met Pablo Picasso en Alexander Archipenko een van de grondleggers van het kubisme.

## Zijn leven
Otto Gutfreund volgde van 1903 tot 1906 een opleiding tot pottenbakker aan de kunstnijverheidschool in Bechyně. Van 1906 tot 1909 studeerde hij aan de Praagse Umělecko-průmyslová škola (Academie voor kunst, architectuur en design). In 1909 ontdekte Gutfreund het werk van de Franse beeldhouwer Émile-Antoine Bourdelle, die exposeerde bij de Praagse kunstenaarsgroep Skupina výtvarných umělcǚ Mánes (SVU Mánes). In november van hetzelfde jaar besloot hij naar Parijs te reizen en schreef hij zich in voor de beeldhouwklas van Bourdelle aan de Académie de la Grande Chaumière. In Parijs ontmoette hij Auguste Rodin. In 1910, na een jaar bij Bourdelle te hebben gestudeerd, verliet Gutfreund Parijs en maakte een reis naar Engeland, België en Nederland. In 1911 keerde hij terug naar Praag.
In 1911 behoorde hij in Praag tot de oprichters van de van Mánes afgesplitste kunstenaarsgroep Skupina výtvarných umělců (Groep van Beeldend Kunstenaars, kortweg: Skupina), waarmee hij enkele keren exposeerde. Hij stelde in 1912 zijn eerste kubistische werk, De angst (Úzkost), tentoon. In het jaar daarop, tijdens de tweede expositie met de groep, toonde hij de sculpturen Hamlet, Harmonie en Concert. In 1913 werden zijn kubistische werken Viki en Hoofd met hoed getoond in Berlijn (galerie Der Sturm), München (Salon Goltz) en weer met Skupina in Praag. In 1914 reisde hij opnieuw naar Parijs, waar hij Pablo Picasso, Juan Gris, Guillaume Apollinaire en Daniel-Henry Kahnweiler ontmoette.

## De Eerste Wereldoorlog
Bij het uitbreken van de Eerste Wereldoorlog was Gutfreund in Parijs en hij besloot om samen met František Kupka dienst te nemen in het Tsjechisch Legioen van het Franse leger. Wegens insubordinatie werd hij van 1916 tot 1919 eerst geïnterneerd in een gevangenenkamp in de nabijheid van Tarascon (Bouches-du-Rhône) en vanaf 1918 in een burgerkamp in Blanzy (Bourgondië). Na zijn vrijlating vestigde hij zich in Parijs, waar hij onder kommervolle omstandigheden levend bleef tot 1920. Hij keerde in dat jaar weer terug naar Praag.

## Het Tsjechische kubisme
In Praag werd Gutfreund lid van de SVU Mánes. Met zijn werk beïnvloedde hij vele kunstenaars, waarmee hij het Tsjechisch kubisme ontwikkelde. Aanvankelijk woonde hij in Praag maar hij vestigde zich uiteindelijk weer in zijn geboorteplaats Dvůr Králové nad Labem. In 1921 nam hij weer deel aan een groepsexpositie, die de steden Praag, Brno en Košice aandeed. In 1926 werd Gutfreund benoemd tot hoogleraar aan de Praagse Academie voor kunst, architectuur en design.
Op 2 juni 1927 stierf Gutfreund, op het hoogtepunt van zijn carrière, door een tragisch ongeval. Hij verdronk in de rivier de Moldau.
Een belangrijk deel van zijn werk bevindt zich in het Praagse Museum Kampa (17 werken).

## Selectie van werken
- De angst (Úzkost, 1911-1912)
- Hamlet II (1912)
- Don Quixote (Hlava Dona Quijota, 1911-12)
- Viki (1912-13)
- Cellist (Cellista, 1912-13)
- Hoofd met hoed (Hlava s kloboukem, 1913-14)
- Groep: Minnaars (Skupina: Milenci, 1913-14)
- Hoofd (Hlava, 1916)
- Zittende vrouw (Sedící žena, 1916)
- Vrouwenhoofd (Hlava ženy, 1919)
- Masker met halsketting (Maska s náhrdelníkem, 1919-20)
- Zelfportret (Vlastní podobizna, 1919)
- Terugkeer van de legioenen (Návrat legií) – reliëf op Josef Gočárs Legioenenbank in Praag (1922-23)
- Portret van een kunstenaarsvrouw (Podobizna umělcovy choti, 1923)
- Handel (Obchod, 1923)
- Vechters (Rváči, 1924)
- Zittende vrouw II ('Sedící žena II, 1927)

## Fotogalerij

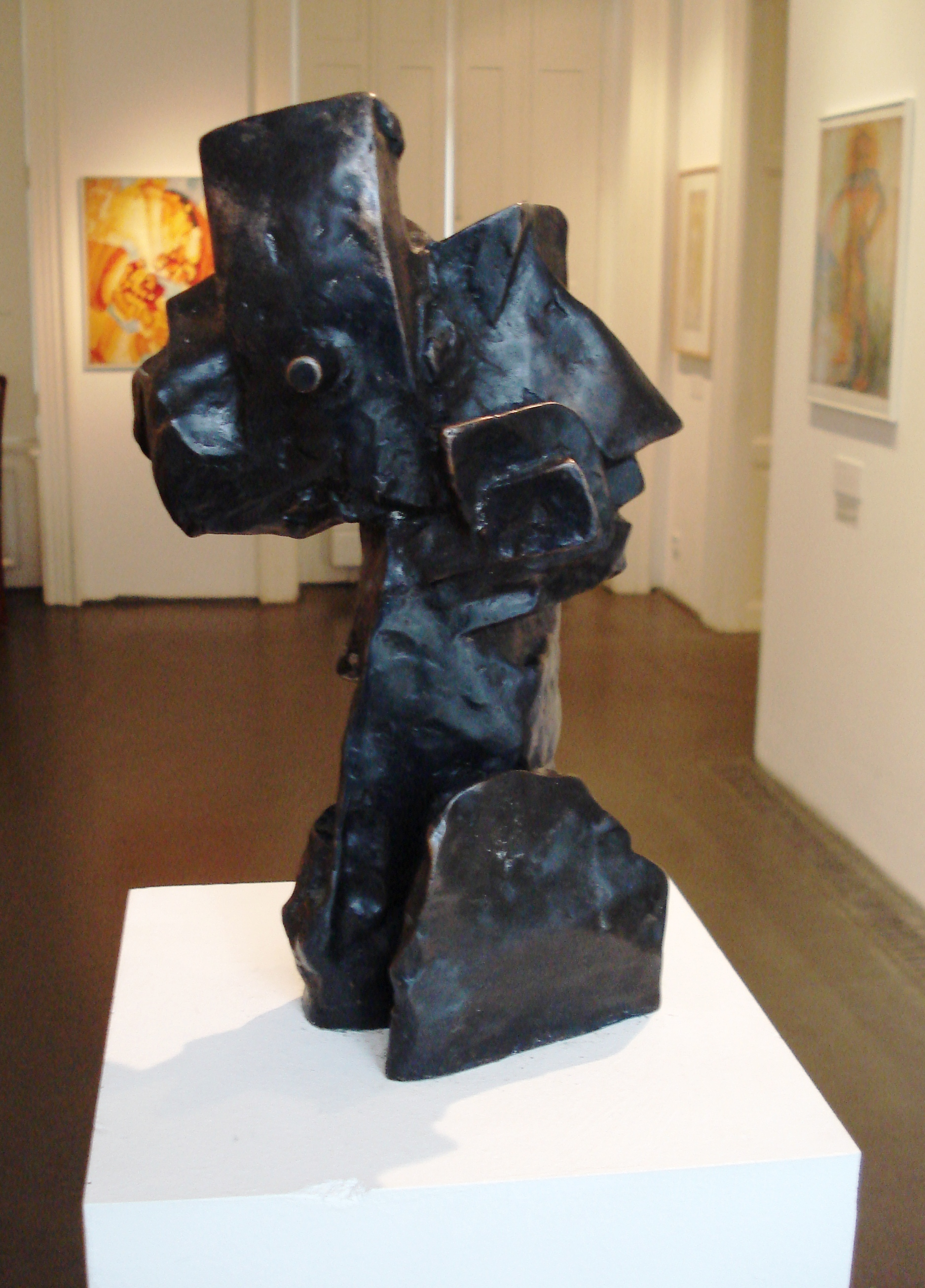
Vrouwenhoofd (1912/3)
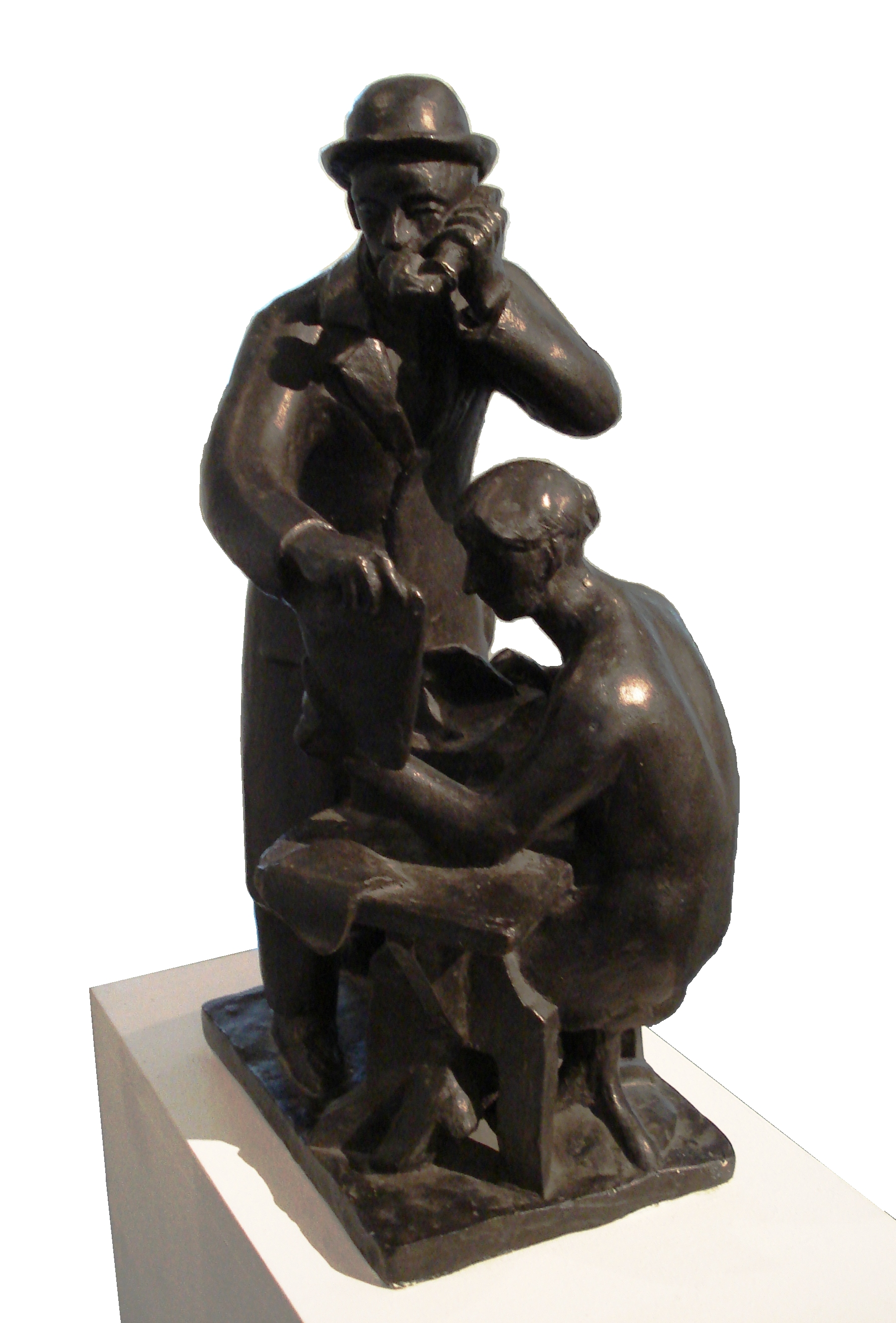
Handel (1923)
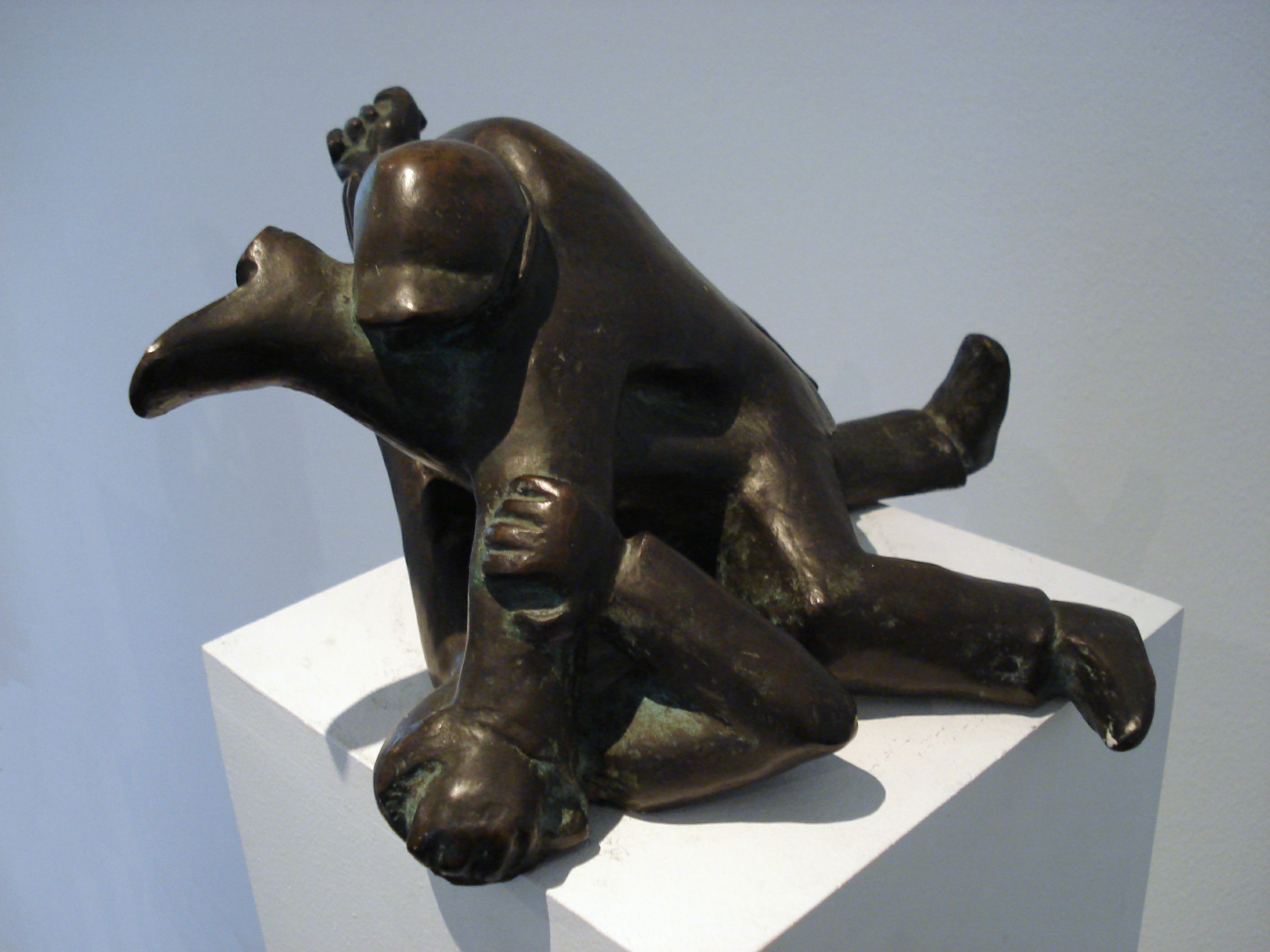
Vechters (1924)